# Chlorocypha helenae
Chlorocypha helenae (лат.) — вид стрекоз из семейства Chlorocyphidae. Африка: Габон. Рассматривается МСОП в статусе Виды, близкие к уязвимому положению. Вид Ch. helenae назван в честь супруги автора Элен (Helene).

## Описание
Среднего размера стрекозы с частично красноватым брюшком (сегменты S1—5) и последними синими сегментами (S6—10). Длина тела 2—3 см, длина птеростигмы 2,5—3,0 мм. Сходен с видами C. cancellata и C. curta. Основные места обитания это ручьи, затененные лесом, но, возможно, и на открытых участках. В основном с песчаным дном и, вероятно, часто с погруженными корнями, мертвыми стволами или ветвями и/или грубым детритом. От 400 до 700 м над уровнем моря.